# Robin Matthews
Robert (Robin) Charles Oliver Matthews (16 de junho de 1927, Edimburgo - 19 de junho de 2010) foi um economista e enxadrista escocês. 